# Herajärvi (sjö i Joensuu, Norra Karelen)
Herajärvi är en sjö i kommunen Joensuu i landskapet Norra Karelen i Finland. Sjön ligger 175,3 meter över havet. Den är 19,52 meter djup. Arean är 56 hektar och strandlinjen är 3,87 kilometer lång. Sjön  ingår i Jänisjokis huvudavrinningsområde.   Den ligger omkring 47 kilometer öster om Joensuu och omkring 400 kilometer nordöst om Helsingfors. 
Herajärvi ligger öster om Saarijärvi och sydväst om Pitkäjärvi. 